# マグニロストリス
マグニロストリス（Magnirostris, ラテン語で "magnus" '大きい'、 "rostrum" 'くちばし'）は、白亜紀後期カンパニアン期から知られる恐竜の属である。現在の中国内モンゴル自治区あたりに生息していた角竜類である。大きなくちばし（名前の由来でもある）と眼窩上の角の初期のものと見られる突起によって他のプロトケラトプス科（protoceratopsids）と区別される。

## 発見と種
Magnirostris dodsoniは尤海魯（You H.-L.）と董枝明により2003年に記載されたもので、the Sino-Canadian Dinosaur Projectにより中国、内モンゴル自治区のバヤン・マンダフ累層（Bayan Mandahu Formation）で収集されたほぼ完全に近い頭骨によるものである。種小名は古生物学者のピーター・ドッドソンPeter Dodson献名されたものである。
バガケラトプスの変種に過ぎない可能性もあり、眼窩上の角はアーティファクトかもしれない。

## 参照
1. ↑  Makovicky, Peter J.; and Norell, Mark A. (2006). “Yamaceratops dorngobiensis, a new primitive ceratopsian (Dinosauria: Ornithischia) from the Cretaceous of Mongolia”. American Museum Novitates 3530:  1–42. doi:10.1206/0003-0082(2006)3530[1:YDANPC]2.0.CO;2. ISSN 0003-0082.

- You H.-L. & Dong Zhiming (2003). “A new protoceratopsid (Dinosauria: Neoceratopsia) from the Late Cretaceous of Inner Mongolia, China”. Acta Geologica Sinica (English edition) 77 (3):  299–303. doi:10.1111/j.1755-6724.2003.tb00745.x.